# کالوش، اوکراین
کالوش (به روسی: Калуш)  شهری در استان ایوانو فرانکیسوک در کشور اوکراین است. جمعیت این شهر ۶۵,۸۱۴ (۲۰۲۱ تخمینی)نفر است.

## نگارخانه

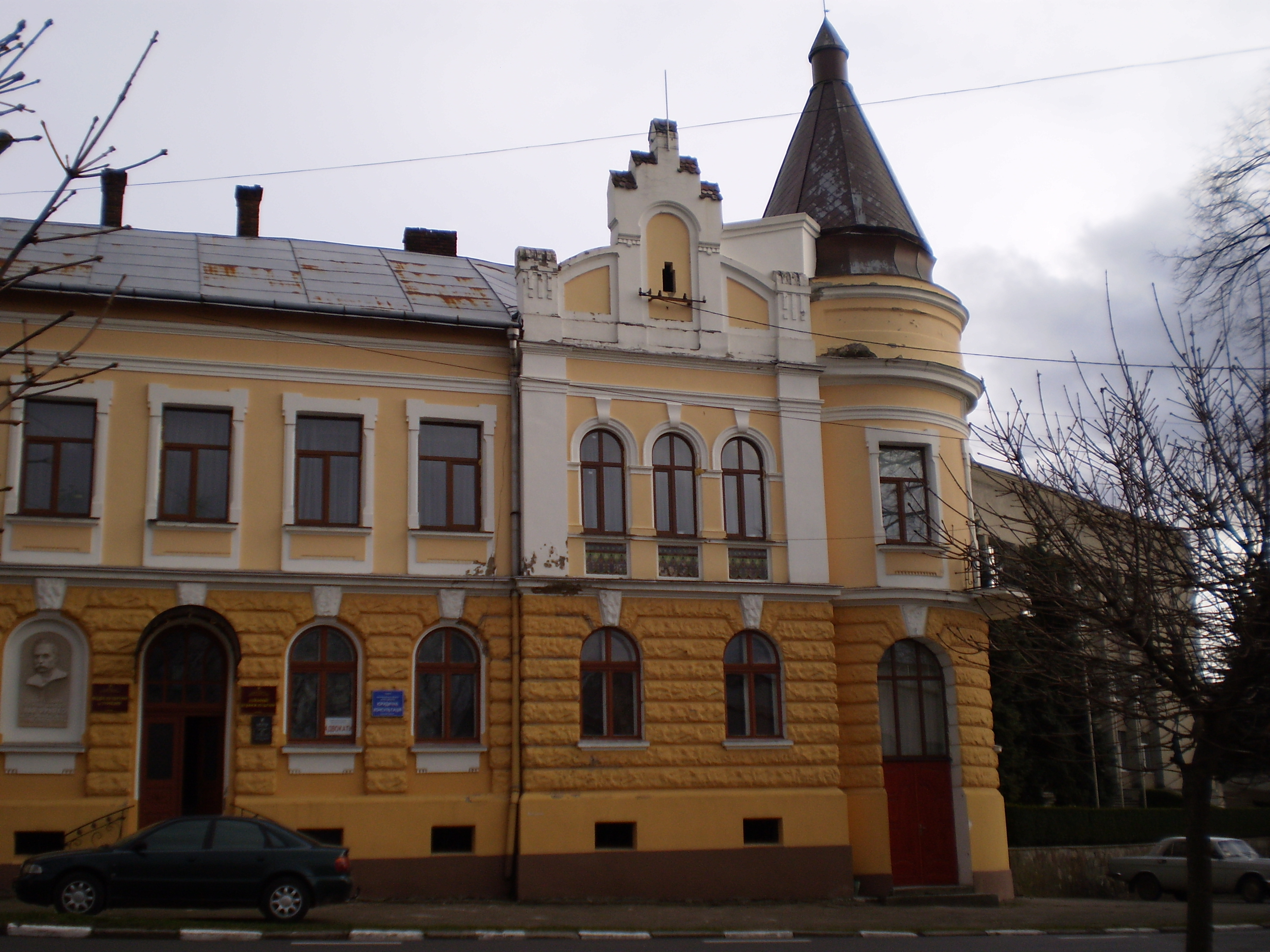
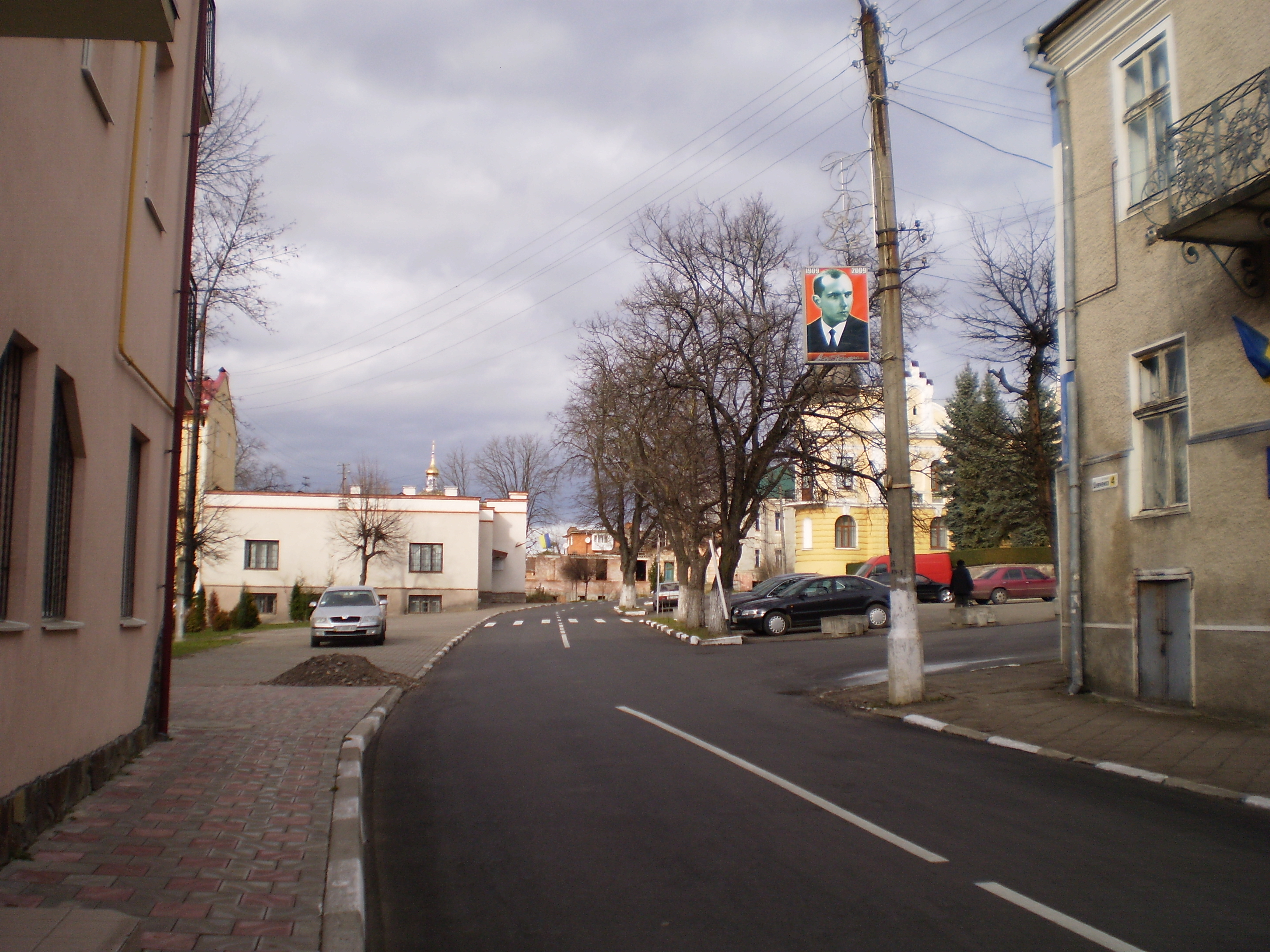
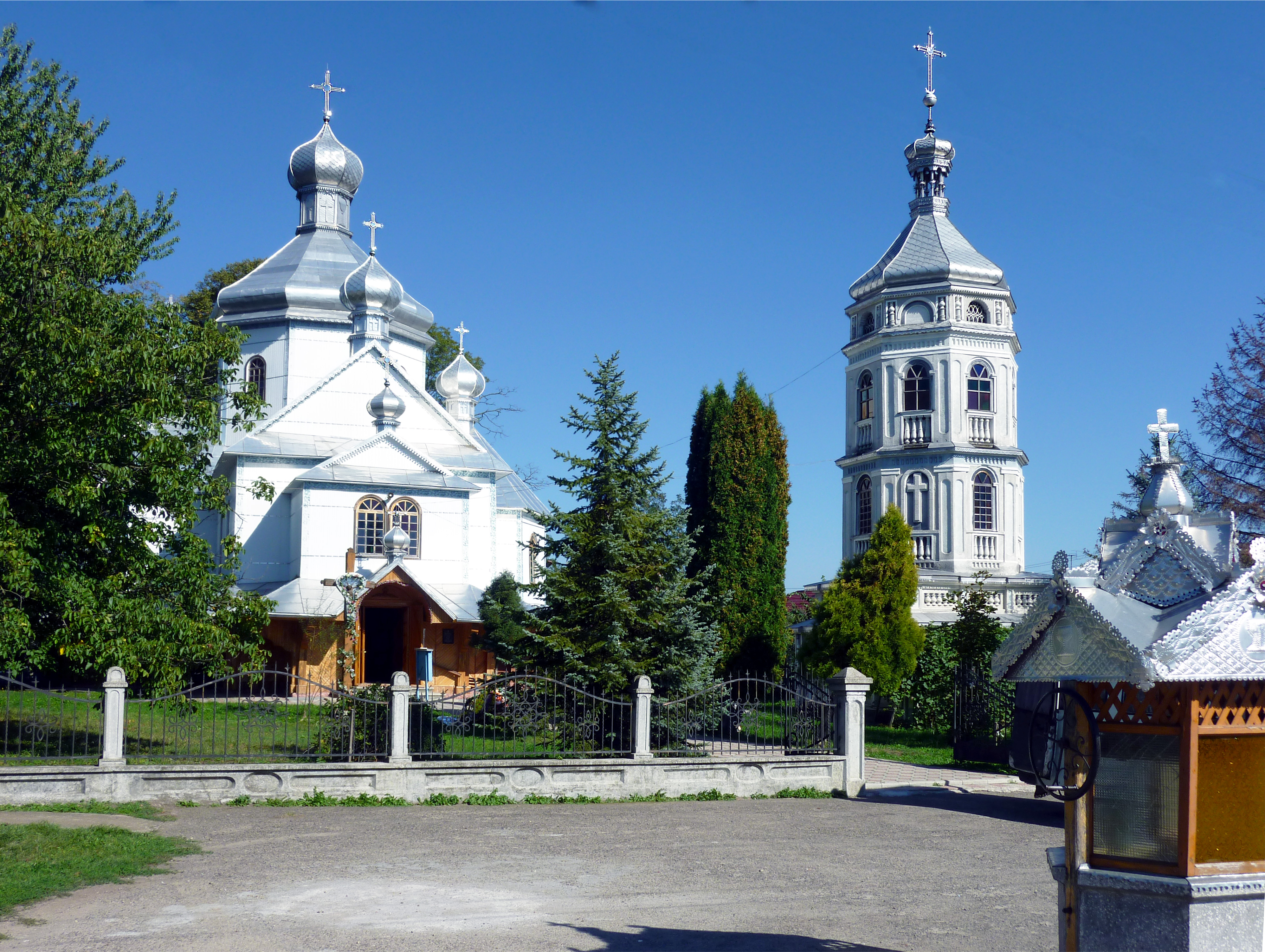
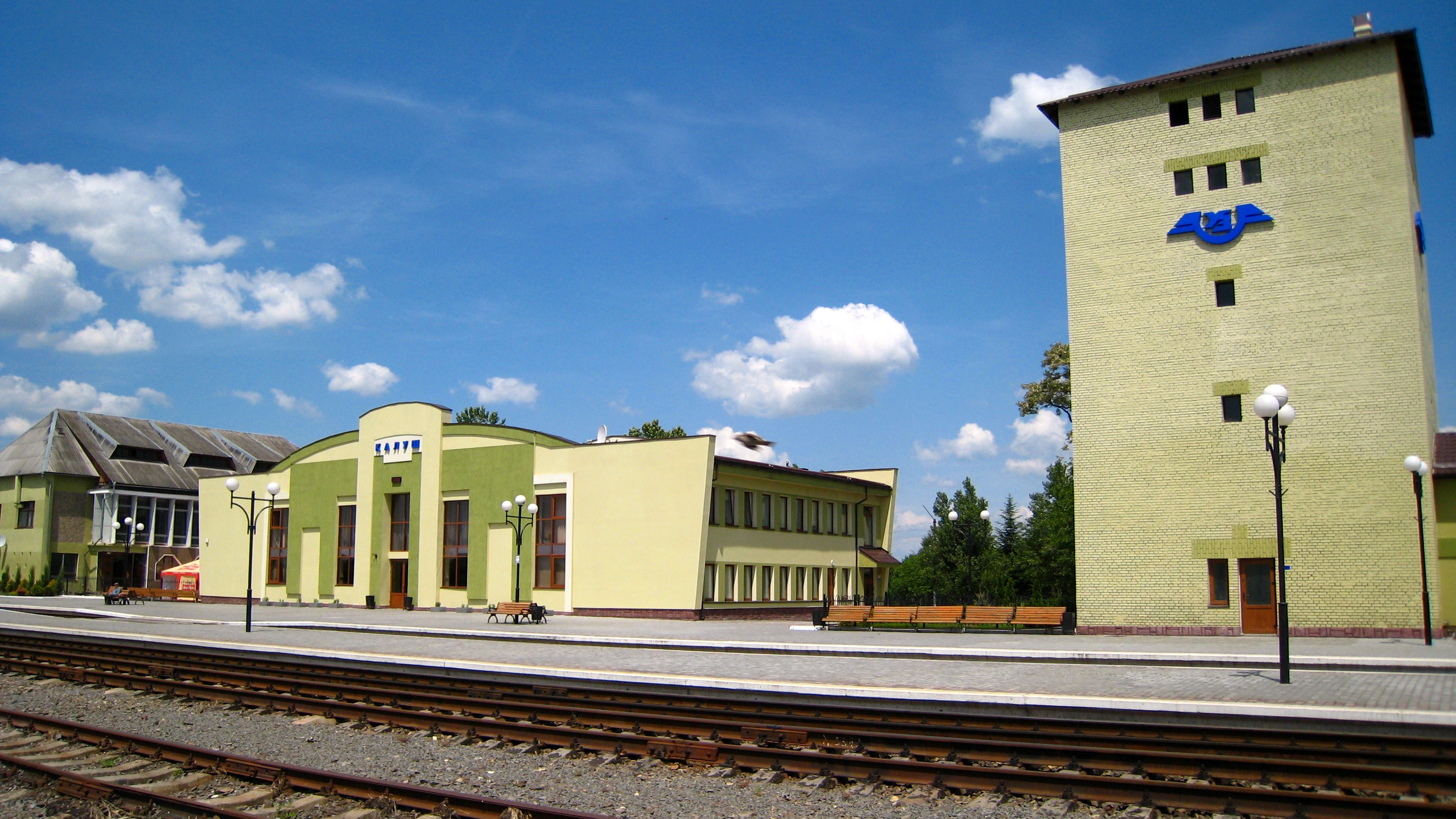
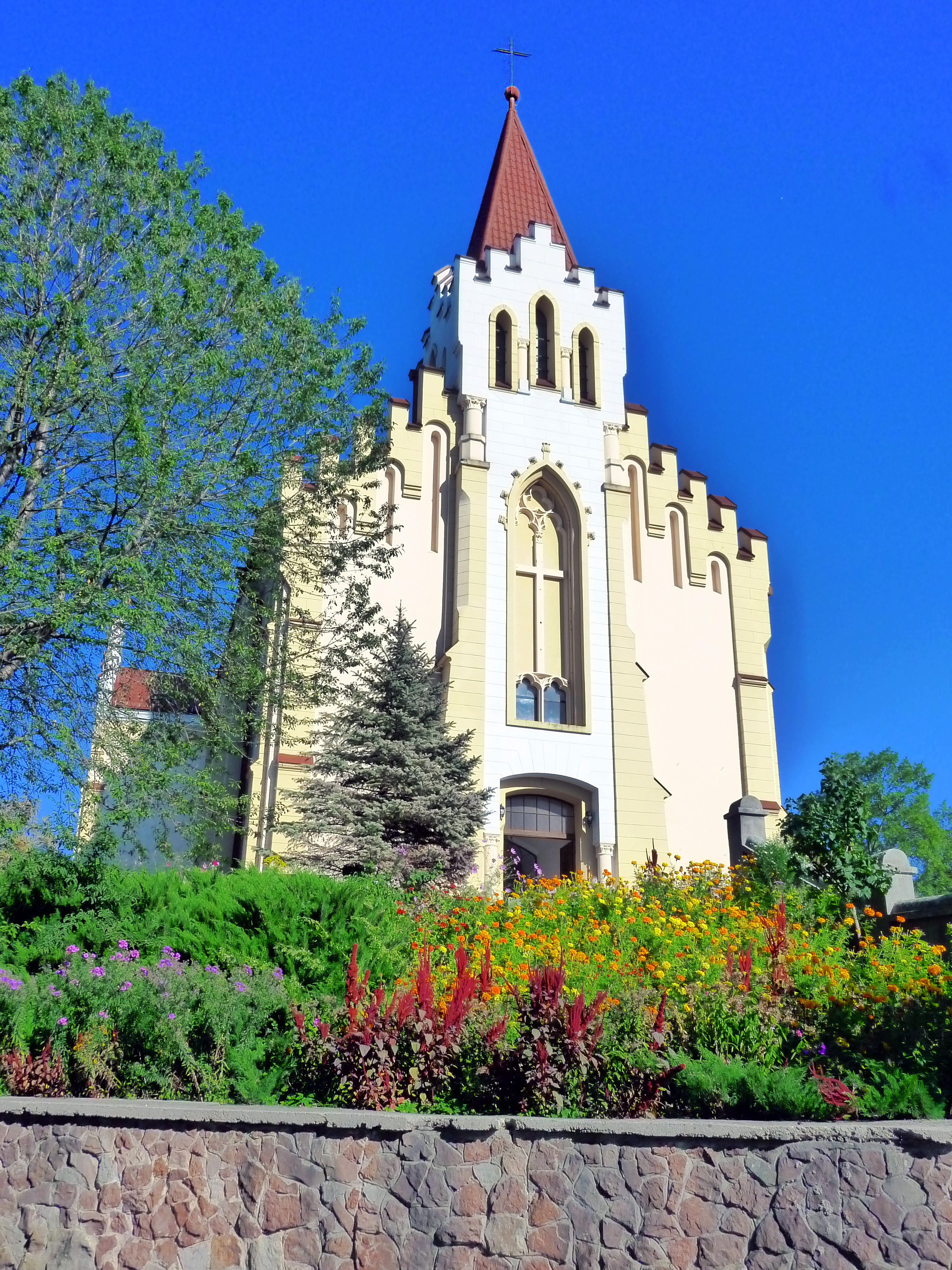
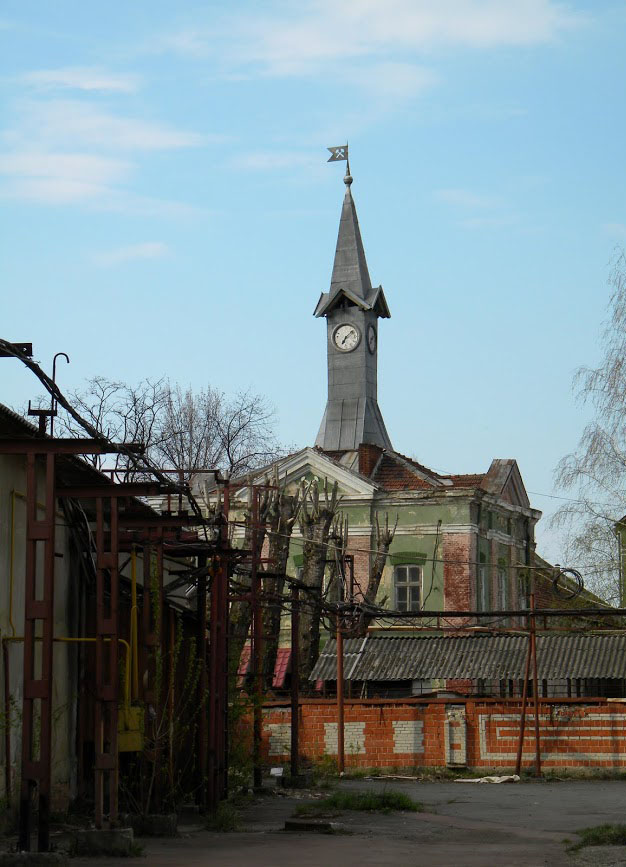
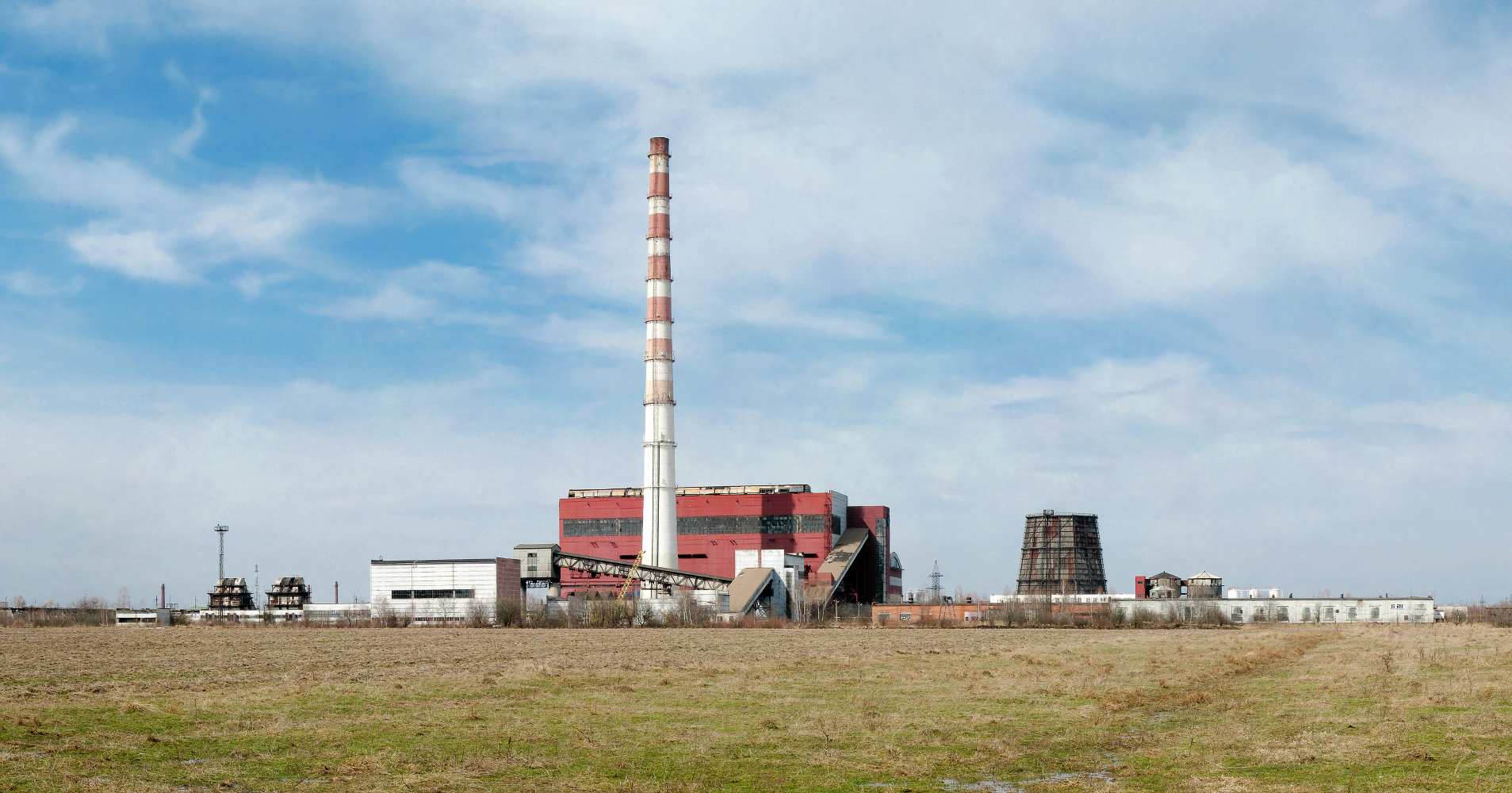